# Possessed (film, 2009)
Pour les articles homonymes, voir Possessed.
Pour plus de détails, voir Fiche technique et Distribution.
Possessed (불신지옥, Bulshinjiok) est un film sud-coréen réalisé par Lee Yong-ju, sorti en 2009.

## Synopsis
So-jin, après la disparition de sa petite sœur, est possédée par un esprit maléfique. Ses voisins commencent à mourir un par un.

## Fiche technique
- Titre : Possessed
- Titre original : 불신지옥 (Bulshinjiok)
- Réalisation : Lee Yong-ju
- Scénario : Lee Jae-yong et Lee Yong-ju
- Musique : Kim Hong-jip
- Photographie : Cho Sang-yoon et Min Gyoo-dong
- Montage : Kim Sang-bum et Kim Jae-bum
- Production : Jeong Seung-hye et Lee Jung-se
- Pays d'origine :  Corée du Sud
- Langue originale : coréen
- Format : couleurs - 2,35:1
- Genre : Horreur, fantastique et thriller
- Durée : 106 minutes
- Dates de sortie : 
  -  Corée du Sud : 12 août 2009

## Distribution
- Shim Eun-kyung : So-jin
- Kim Bo-yeon : la mère
- Kim Yoo-jung : Ji-eun
- Ko Seo-hie : la pharmacienne
- Moon Hee-kyung : Kyeong-ja
- Sang-mi Nam : Hee-jin
- Ji-eun Oh : Jeong-mi
- Ryoo Seung-ryong : le détective Tae-hwan
- Sin Eun-jeong : la femme de Tae-hwan
- Jang Young-Nam : Su-kyeong

## Distinction
- Festival du film fantastique de Gérardmer 2010 : prix du jury jeune